# Salmán el Persa
Salmán el Persa (en persa: سلمان فارسی Salmán-e Farsi o Salmán e Parsi, árabe: سلمان الفارسي Salmān al-Fārisí) fue uno de los compañeros del profeta Mahoma. En algunas fuentes es llamado Abu ʿAbdillāh (padre de Abdalá). Fue compañero del profeta Mahoma, y el primer persa que se convirtió al islam. 
Educado en el zoroastrismo, se convirtió al cristianismo y más tarde al islam, siendo designado gobernador de Al-Mada'in en Irak. De acuerdo con la tradición chiita, Mahoma consideraba a Salman como parte de su casa (Ahl al-Bayt). Fue un destacado seguidor de Ali tras la muerte de Mahoma.
Salmán el Persa llevó originalmente el nombre de Ruzbeh. Nació en Kazerún, Fars, Persia, siendo su padre el dehqán (jefe) de la villa. Según los relatos islámicos provenía de una familia rica y era muy amado por su padre.